# Michel van Ussel
Michel van Ussel (* 1928) ist ein ehemaliger belgischer Diplomat.

## Leben
1962 war Michael van Ussel Sekretär der Vertretung der belgischen Regierung im UN-Hauptquartier.
Am 8. Dezember 1966 empfing Sukarno van Ussel zur Entgegennahme seines Akkreditierungsschreibens.
In seiner Amtszeit errichtete ein belgisches Unternehmen ein Institut zur Bodenuntersuchung in Bogor.
1971–1972 war Michael van Ussel Stellvertreter des Vertreters der belgischen Regierung im UN-Hauptquartier. Von 1974 bis 1976 vertrat Van Ussel die belgische Regierung bei der UNESCO.
Michel Van Ussel war ein Agent der Stay-behind-Organisation Gladio, laut seinem Buch Georges 923: un agent du Gladio belge parle.
Van Ussel war verheiratet mit Geertje Van Cauwelaert, Tochter von dem flämischen Dichter August Van Cauwelaert.

## Veröffentlichungen
- Georges 923, un agent du Gladio belge parle, La Longue Vue, Bruxelles 1991.
- Het woord is aan Belgie : de rol van kleine naties in de internationale politiek, 1992.
- mit Claude Soulié: Les locomotives polytension Spécial 2/97
- trente ans de traction des trains sur le groupe de Liège de la SNCB
- les dessous de l'aventure des locomotives polytension sur Liège - Cologne